# Parapet

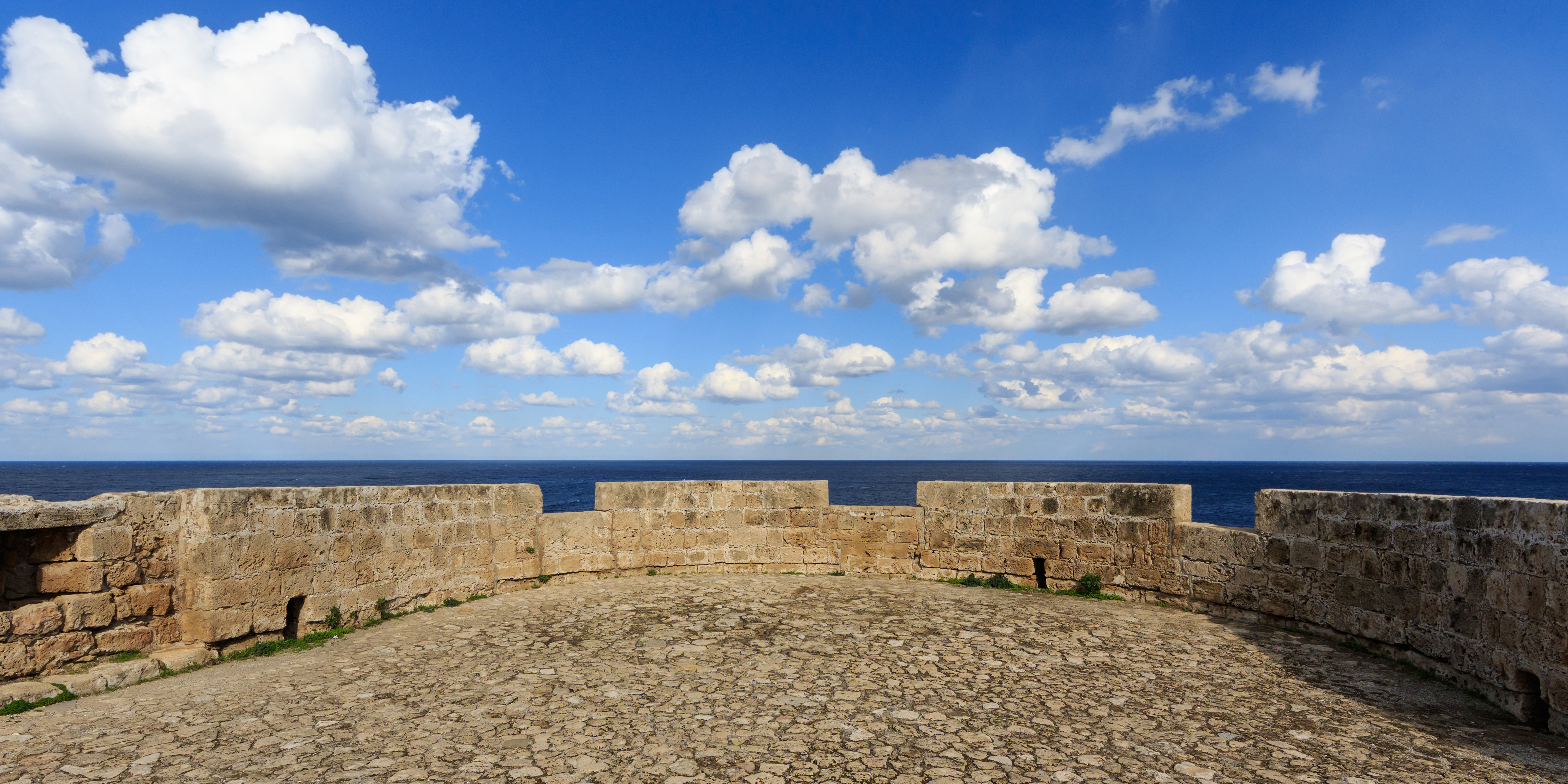
Den krenelerade parapeten på Froúrio Kyrineías slott, Cypern

Parapet (Italienska parapetto, av parare, skydda, parera, och petto, bröst), bröstning, bröstvärn, till exempel på en mur, en balkong, en bro, en kaj och så vidare.